# Rzecznik generalny (Unia Europejska)
Rzecznik generalny (ang. Advocate General, fr. Avocat général) – wysoki urzędnik sądowy wchodzący w skład Trybunału Sprawiedliwości. Głównym zadaniem rzeczników jest sporządzanie opinii w przedmiocie sposobu rozpoznawania sprawy, która wpłynęła do Trybunału. Opinie rzeczników nie są wiążące dla sędziów Trybunału ani dla sądów krajowych, jednak wnioski rzeczników bywają często uwzględniane w wydawanych orzeczeniach.

## Funkcja rzecznika generalnego w postępowaniu
Zgodnie z regulacjami wynikającymi z art. 19 Traktatu o Unii Europejskiej (TUE) i art. 254 Traktatu o funkcjonowaniu Unii Europejskiej (TFUE) w składzie Trybunału Sprawiedliwości (sensu stricto) oprócz 27 sędziów znajduje się 11 rzeczników generalnych. Rzecznicy są powoływani w celu wspomagania prac Trybunału. W sprawach im przydzielonych (w których – zgodnie ze statutem Trybunału – wymagany jest ich udział) przedstawiają bezstronne i niezależne opinie oraz umotywowane wnioski. „Opinia rzecznika generalnego” zawiera analizę faktycznych i prawnych okoliczności sprawy wniesionej pod ocenę Trybunału i uwzględnia wcześniejsze orzecznictwo sądów unijnych. Przedkładane opinie nie są wiążące dla Trybunału, jednak wnioski rzeczników bywają często uwzględniane w wydawanych orzeczeniach. Są one zazwyczaj bardziej dyskursywne, obszerne, szczegółowe i otwarte niż uzasadnienia wyroków pochodzących od Trybunału, które są z zasady bardzo lakoniczne i subsumpcyjne. Ich zawartość nie może być jednak utożsamiana ze zdaniem TSUE nawet wtedy, gdy ten postąpił zgodnie z zawarta w nich konkluzją.
W 2003 wprowadzono zasadę, że opinia rzecznika jest wymagana tylko wtedy, gdy Trybunał uzna, że dane postępowanie dotyczy nowego zagadnienia prawnego.
W Sądzie, który jest drugim obok Trybunału organem Trybunału Sprawiedliwości Unii Europejskiej, nie ma stałych rzeczników generalnych. W miarę potrzeb do wykonywania tej funkcji mogą zostać wezwani poszczególni sędziowie (Zob. art. 49 Statutu TSUE.

## Wybory i kadencje
Rzecznicy generalni są wybierani na 6-letnie kadencje, które mogą być odnawiane. Są wybierani przez rządy państw członkowskich (w drodze porozumienia), po uprzedniej konsultacji ze specjalnym komitetem (złożonym z 7 osobistości o uznanej kompetencji w dziedzinie praw), który opiniuje kandydatury pod kątem wymagań. Kandydaci są wyłaniani spośród osobistości o niekwestionowanej niezależności i legitymujących się wymaganymi w ich państwie kwalifikacjami do pełnienia najwyższych funkcji sądowych lub będących prawnikami o uznanych kompetencjach. Wybrani rzecznicy sprawują swoją funkcję niezależnie.
Każdemu z pięciu – Niemcom, Francji , Włochom, Hiszpanii i Polsce (do 1 lipca 2013 bez Polski) – największych państw członkowskich UE przysługuje stałe prawo obsadzania stanowiska jednego rzecznika generalnego. Pozostałe państwa mają prawo obsadzania go rotacyjnie (w ramach pozostałych miejsc w składzie tych urzędników). Od 2013 polskim rzecznikiem generalnym Trybunału jest Maciej Szpunar.
W celu zapewnienia ciągłość funkcjonowania Trybunału co trzy lata następuje częściowe odnowienie składu rzeczników generalnych; dotyczy ono za każdym razem czterech rzeczników. Co trzy lata, tuż po odnowieniu składu, rzecznicy generalni wybierają ze swego grona „pierwszego rzecznika”, który na zasadzie primus inter pares reprezentuje kolegium rzeczników, a także zajmuje się przydzielaniem spraw poszczególnym rzecznikom. Stara się przy tym uniknąć sytuacji, w której przydzielony rzecznik byłby obywatelem państwa członkowskiego, które jest stroną postępowania.
Funkcję rzecznika określają przepisy regulujące pracę Trybunału: art. 2–8, 49, 62 Statutu TSUE, art. 3–7 Regulaminu postępowania przed Trybunałem Sprawiedliwości i art. 2 § 2 i art. 17–19 Regulaminu postępowania przed Sądem. Na podstawie art. 8 Statutu TSUE do rzeczników generalnych stosuje się niektóre przepisy dotyczące sędziów (tj. postanowienia art. 2–7 Statutu TSUE).